# 海老名プライムタワー
海老名プライムタワー（えびなプライムタワー）は、神奈川県海老名市中央2丁目に所在する高層ビル。海老名市の中心に位置するビジネスタワー。

## エレベーター
エレベーターは低層用が東芝製、高層用は日立製、非常用は三菱電機製となっている。オフィス内14階には乗継階がある。
- 低層用（東芝製）

B1 - 14
- 高層用（日立製）

1・14 - 24
- 非常用（三菱電機製）

B1・1 - 25

## 主な施設
- 25階：機械室（施設関係者以外立入禁止）
- 3階 - 24階：賃貸オフィス（エレベーター乗継階は14階）
- 2階：レンブラントホテル海老名への連絡通路・喫煙ルーム
- 1階：オフィスロビー、プライムホール、プラザホール
- 地下1階：地下駐車場

### 主なテナント
- NHK横浜放送局かながわ西営業センター
- 株式会社 ジャパンディスプレイ 海老名オフィス
- 株式会社 キーエンス 海老名営業所
- アズビルトレーディング株式会社 神奈川営業所
- アイ・ビー・エス・ジャパン株式会社 厚木センター

など多数。

## 周辺施設
- レンブラントホテル海老名（旧 オークラフロンティアホテル海老名）※オフィス棟2階の連絡通路で直結。
- スポーツクラブルネサンス海老名
- 海老名郵便局
- 海老名市民ギャラリー
- プライムタワーアネックス